# Горицы (Костромская область)
Горицы — деревня в Кадыйском районе Костромской области. Входит в состав Столпинского сельского поселения.

## География
Находится в юго-восточной части Костромской области на расстоянии приблизительно 45 километров на юг-юго-запад по прямой от районного центра поселка Кадый на левом берегу Волги (в пределах акватории Горьковского водохранилища).

## История
Известна с 1872 года как деревня с 27 дворами, в 1907 году отмечено здесь было 57 дворов.

## Население
Постоянное население составляло 206 человек (1872 год), 274 (1897), 334 (1907), 18 в 2002 году (русские 100 %), 2 в 2022.